# シャフレ・コルド
シャフレ・コルド（ペルシア語: شهرکرد; Shahr-e Kord）はイラン西部、チャハール＝マハール・バフティヤーリー州の州都。エスファハーンの西南107km、テヘランからは同じく西南521kmに位置する。
もともとは「デフ・コルド」すなわち「クルドの村」の名であった。都市化と人口の増加にともない1935年、「シャフレ・コルド」すなわち「クルドの町」へと名称が変更された。人口は2008年の概算で139,730人。
シャフレ・コルドでは伝統的にレンガ、モザイク、米粉、織布の生産地である。また熱気発電所とマイクロ波中継局、電信局が置かれており、複数の大学が所在する。
シャフレ・コルドの海抜2061mはイランの諸都市でももっとも高い部類に入る。気候は冬は乾燥して冷涼、夏は穏やかである。約35kmの地点にはリフトを備えたスキーリゾートがある。また湿原や湖沼もあって自然観光資源となっている。
デフ・コルドの語源はデジュ・ゴルド（دژگرد）で、デジュは砦、ゴルドはアスリートを意味する。イスラーム期にはいって、アラブ人がジュとグの音が発音できないため、デフ・コルドに変化した。